# Drapelul păcii

Drapelul de pace internațional

Simbolul păcii

Drapelul păcii este un drapel de tip curcubeu cu cele șapte culori ale spectrului luminii vizibile, dispuse orizontal, pe care se găsește cuvântul PACE scris cu majuscule, în alb, în limba italiană.

## Istoric
Folosit pentru prima dată în Italia într-un marș de pace în 1961, a fost sursa de inspirație pentru diverse steaguri colorate similare utilizate ulterior în demonstrații împotriva armelor nucleare.  Astăzi este drapelul internațional de pace.